# O Recurso
O Recurso é um livro lançado em 2008 do autor John Grisham, seu vigésimo-primeiro livro e seu primeiro suspense de ficção legal desde "O Corretor", publicado em 2005. No Brasil, o livro foi publicado pela Editora Rocco e, nos Estados Unidos, em capa dura pela Doubleday no dia 29 de Janeiro de 2008.

## Enredo
Os advogados do Mississippi Wes e Mary Grace Payton lutam contra a Krane Chemical, uma companhia de Nova Iorque, num esforço para exigir justiça para a cliente Jeannette Baker, que perdeu seu marido e seu filho mais novo para o câncer, provavelmente causado por poluentes cancerígenos que a empresa propositalmente e negligentemente deixou infiltrar-se no fornecimento de água da cidade de Bowmore. Quando o júri concede à querelante uma indenização de 3 milhões de dólares por morte criminosa e 38 milhões de dólares como indenização punitiva, o bilionário e diretor executivo Carl Trudeau jura fazer o que for necessário para transformar a decisão do júri.
Posto que os juízes da Suprema Corte do Mississippi são de preferência eleitos do que nomeados, Trudeau age junto a Barry Rinehart, da Troy-Hogan, uma firma de Boca Raton especializada em eleições, para selecionar um candidato que possa vencer Sheila McCarthy, conhecida por sua tendência a apoiar o querelante. A escolha deles é Ron Fisk, um advogado sem experiência política ou ambições. Ele é ingênuo o bastante para ser impressionado por todo o cuidado dado a ele por seus apoiadores partidários e não questiona a fonte dos fundos consideráveis que são injetados no seu cofre nem as táticas dissimuladas usadas pela sua equipe de campanha. Também posto em campo por Rinehart é o apostador alcoólatra Clete Coley, um patife cômico colocado como terceiro candidato determinado para degrenir a imagem de McCarthy  e então abrir mão disso para Fisk quando ele finalmente entrar na disputa.
Fisk derrota McCarthy e imediatamente adota uma posição muito conservadora, que já era esperada. Ele vota contra vários acordos sustentáveis consideráveis em casos trazidos antes da corte estar em apelo, e os Payton acreditam que ele fará o mesmo quando seu caso for à revisão. O que eles não percebem é que Fisk inesperadamente será forçado a repensar sua posição quando seu filho for seriamente prejudicado por um produto defeituoso e ficar permanentemente debilitado por causa de um erro médico e a consequência de sua responsabilidade corporativa afeta a ele e a sua família em um nível pessoal.